# Baladou
Baladou è un comune francese di 412 abitanti situato nel dipartimento del Lot nella regione dell'Occitania.

## Storia

### Simboli
Lo stemma comunale è stato adottato il 13 settembre 2004.

## Società

### Evoluzione demografica
Abitanti censiti